# Stazione meteorologica di Milano Malpensa

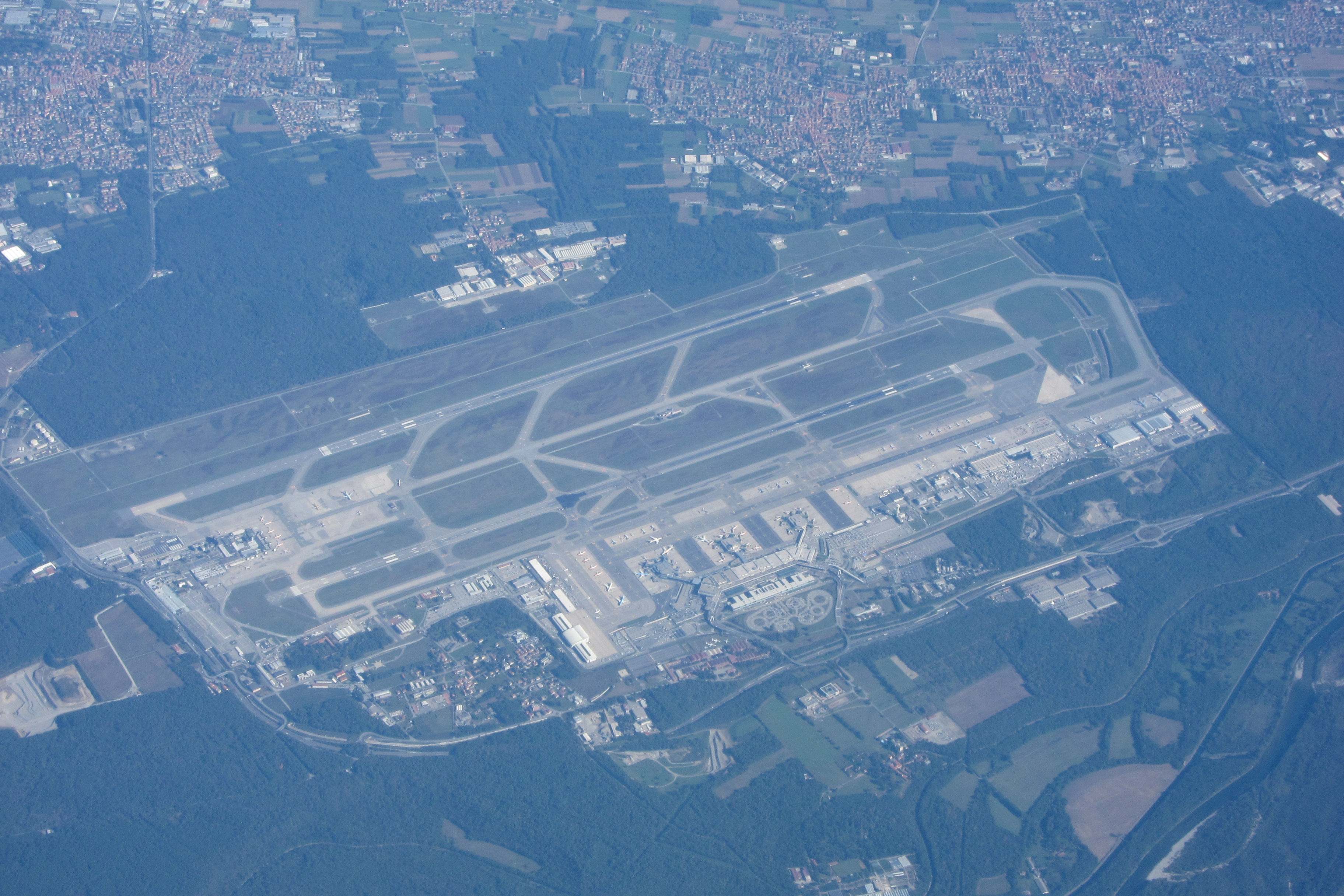
Veduta aerea dell'area di ubicazione della stazione meteorologica

La stazione meteorologica di Milano Malpensa è la stazione meteorologica di riferimento per il Servizio Meteorologico dell'Aeronautica Militare e per l'Organizzazione Mondiale della Meteorologia, relativa all'area nord di Milano e alla Provincia di Varese in cui è situata.

## Caratteristiche
La stazione meteorologica, gestita dall'ENAV, si trova nell'Italia nord-occidentale, in provincia di Varese, nel comune di Somma Lombardo all'interno dell'aeroporto della Malpensa, a 211 metri s.l.m. e alle coordinate geografiche 45°37′N 8°44′E.

## Medie climatiche ufficiali

### Dati climatologici 1971-2000
In base alle medie climatiche del trentennio 1971-2000, le più recenti in uso, la temperatura media del mese più freddo, gennaio, è di +1,7 °C, mentre quella del mese più caldo, luglio, è di +22,2 °C; mediamente si contano 108 giorni di gelo all'anno e 27 giorni annui con temperatura massima uguale o superiore ai 30 °C. Nel trentennio esaminato, i valori estremi di temperatura sono i +37,0 °C del luglio 1983 e i -18,0 °C del gennaio 1985.
Le precipitazioni medie annue si attestano a 1.212 mm, mediamente distribuite in 88 giorni, con minimo relativo in inverno, picco massimo in autunno e massimo secondario in primavera per gli accumuli totali stagionali.
L'umidità relativa media annua fa registrare il valore di 72,9% con minimo di 67% a marzo e massimi di 78% a novembre e a dicembre; mediamente si contano 118 giorni all'anno con episodi nebbiosi.
Di seguito è riportata la tabella con le medie climatiche e i valori massimi e minimi assoluti registrati nel trentennio 1971-2000 e pubblicati nell'Atlante Climatico d'Italia del Servizio Meteorologico dell'Aeronautica Militare relativo al medesimo trentennio.
| Milano Malpensa (1971-2000)     | Mesi         | Mesi         | Mesi               | Mesi        | Mesi        | Mesi        | Mesi        | Mesi        | Mesi        | Mesi        | Mesi         | Mesi         | Stagioni | Stagioni | Stagioni | Stagioni | Anno    |
| Milano Malpensa (1971-2000)     | Gen          | Feb          | Mar                | Apr         | Mag         | Giu         | Lug         | Ago         | Set         | Ott         | Nov          | Dic          | Inv      | Pri      | Est      | Aut      | Anno    |
| ------------------------------- | ------------ | ------------ | ------------------ | ----------- | ----------- | ----------- | ----------- | ----------- | ----------- | ----------- | ------------ | ------------ | -------- | -------- | -------- | -------- | ------- |
| T. max. media (°C)              | 7,0          | 9,2          | 13,8               | 17,1        | 21,5        | 25,5        | 29,0        | 28,3        | 24,0        | 18,0        | 11,5         | 7,4          | 7,9      | 17,5     | 27,6     | 17,8     | 17,7    |
| T. min. media (°C)              | −3,7         | −2,7         | 0,3                | 3,9         | 9,0         | 12,4        | 15,4        | 15,2        | 11,3        | 6,3         | 0,5          | −3,1         | −3,2     | 4,4      | 14,3     | 6,0      | 5,4     |
| T. max. assoluta (°C)           | 21,0 (1982)  | 24,4 (1990)  | 26,2 (1997)        | 28,0 (1975) | 30,7 (1998) | 34,8 (1996) | 37,0 (1983) | 35,8 (1974) | 33,9 (1988) | 30,5 (1997) | 21,9 (1979)  | 19,8 (1991)  | 24,4     | 30,7     | 37,0     | 33,9     | 37,0    |
| T. min. assoluta (°C)           | −18,0 (1985) | −16,2 (1991) | −12,2 (1970, 1971) | −5,7 (1987) | −5,2 (1979) | 0,6 (1974)  | 4,7 (1974)  | 4,3 (1995)  | 0,5 (1976)  | −7,2 (1997) | −13,6 (1988) | −15,2 (1973) | −18,0    | −12,2    | 0,6      | −13,6    | −18,0   |
| Giorni di calura (Tmax ≥ 30 °C) | 0            | 0            | 0                  | 0           | 0           | 3           | 13          | 11          | 0           | 0           | 0            | 0            | 0        | 0        | 27       | 0        | 27      |
| Giorni di gelo (Tmin ≤ 0 °C)    | 26           | 22           | 15                 | 4           | 0           | 0           | 0           | 0           | 0           | 3           | 15           | 23           | 71       | 19       | 0        | 18       | 108     |
| Precipitazioni (mm)             | 67,6         | 74,8         | 100,7              | 110,5       | 155,4       | 99,7        | 69,7        | 104,1       | 98,5        | 164,8       | 106,6        | 59,3         | 201,7    | 366,6    | 273,5    | 369,9    | 1 211,7 |
| Giorni di pioggia               | 7            | 6            | 7                  | 9           | 11          | 8           | 5           | 7           | 6           | 9           | 7            | 6            | 19       | 27       | 20       | 22       | 88      |
| Giorni di nebbia                | 19           | 13           | 10                 | 4           | 3           | 4           | 3           | 4           | 9           | 16          | 17           | 16           | 48       | 17       | 11       | 42       | 118     |
| Umidità relativa media (%)      | 76           | 72           | 67                 | 70          | 72          | 71          | 71          | 71          | 72          | 77          | 78           | 78           | 75,3     | 69,7     | 71       | 75,7     | 72,9    |

### Dati climatologici 1961-1990
In base alla media trentennale di riferimento 1961-1990, ancora in uso per l'Organizzazione meteorologica mondiale e definita Climate Normal (CLINO), la temperatura media del mese più freddo, gennaio, si attesta a +0,9 °C; quella del mese più caldo, luglio, è di circa +22 °C. Nel medesimo trentennio, la temperatura minima assoluta ha toccato i -18,0 °C nel gennaio 1985 (media delle minime assolute annue di -12,8 °C), mentre la massima assoluta ha fatto registrare i +37,0 °C nel luglio 1983 (media delle massime assolute annue di +33,6 °C).
La nuvolosità media annua si attesta a 4,4 okta giornalieri, con minimo di 3,6 okta a luglio e massimi di 4,9 okta a maggio e a novembre.
Le precipitazioni medie annue sono superiori ai 1000 mm e presentano con picco primaverile ed autunnale e minimo relativo invernale.
L'umidità relativa media annua si attesta a 75,2% con minimo di 69% a marzo e massimi di 80% a novembre e a dicembre.
La pressione atmosferica media annua normalizzata al livello del mare fa registrare il valore di 1016,6 hPa, con massimo di 1020 hPa ad ottobre e minimo di 1014 hPa ad aprile.
Il vento presenta una velocità media annua di 3,3 m/s, con minimo di 3 m/s in agosto e massimo di 3,5 m/s ad aprile; la direzione prevalente è di tramontana durante tutto l'arco dell'anno.
| Milano Malpensa (1961-1990)      | Mesi         | Mesi         | Mesi               | Mesi        | Mesi        | Mesi        | Mesi        | Mesi        | Mesi        | Mesi        | Mesi         | Mesi         | Stagioni | Stagioni | Stagioni | Stagioni | Anno    |
| Milano Malpensa (1961-1990)      | Gen          | Feb          | Mar                | Apr         | Mag         | Giu         | Lug         | Ago         | Set         | Ott         | Nov          | Dic          | Inv      | Pri      | Est      | Aut      | Anno    |
| -------------------------------- | ------------ | ------------ | ------------------ | ----------- | ----------- | ----------- | ----------- | ----------- | ----------- | ----------- | ------------ | ------------ | -------- | -------- | -------- | -------- | ------- |
| T. max. media (°C)               | 6,1          | 8,6          | 13,1               | 17,0        | 21,3        | 25,5        | 28,6        | 27,6        | 24,0        | 18,2        | 11,2         | 6,9          | 7,2      | 17,1     | 27,2     | 17,8     | 17,3    |
| T. min. media (°C)               | −4,4         | −2,5         | 0,4                | 4,3         | 9,0         | 12,6        | 15,3        | 14,8        | 11,5        | 6,4         | 0,7          | −3,6         | −3,5     | 4,6      | 14,2     | 6,2      | 5,4     |
| T. max. assoluta (°C)            | 21,0 (1982)  | 24,4 (1990)  | 25,4 (1990)        | 28,0 (1975) | 30,7 (1979) | 34,3 (1965) | 37,0 (1983) | 35,8 (1974) | 33,9 (1988) | 28,1 (1986) | 22,8 (1964)  | 21,1 (1967)  | 24,4     | 30,7     | 37,0     | 33,9     | 37,0    |
| T. min. assoluta (°C)            | −18,0 (1985) | −15,6 (1987) | −12,2 (1970, 1971) | −6,1 (1970) | −5,2 (1979) | 0,6 (1974)  | 4,7 (1974)  | 4,4 (1974)  | 0,5 (1976)  | −5,3 (1974) | −13,6 (1988) | −15,2 (1973) | −18,0    | −12,2    | 0,6      | −13,6    | −18,0   |
| Nuvolosità (okta al giorno)      | 4,8          | 4,6          | 4,4                | 4,7         | 4,9         | 4,4         | 3,6         | 3,9         | 3,8         | 4,1         | 4,9          | 4,6          | 4,7      | 4,7      | 4,0      | 4,3      | 4,4     |
| Precipitazioni (mm)              | 67,5         | 77,1         | 99,7               | 106,3       | 132,0       | 93,3        | 66,8        | 97,5        | 73,2        | 107,4       | 106,3        | 54,6         | 199,2    | 338,0    | 257,6    | 286,9    | 1 081,7 |
| Giorni di pioggia                | 6            | 6            | 8                  | 9           | 10          | 9           | 6           | 8           | 6           | 7           | 8            | 6            | 18       | 27       | 23       | 21       | 89      |
| Umidità relativa media (%)       | 78           | 76           | 69                 | 73          | 74          | 74          | 74          | 73          | 74          | 77          | 80           | 80           | 78       | 72       | 73,7     | 77       | 75,2    |
| Pressione a 0 metri s.l.m. (hPa) | 1 019        | 1 017        | 1 016              | 1 014       | 1 015       | 1 016       | 1 016       | 1 015       | 1 018       | 1 020       | 1 016        | 1 017        | 1 017,7  | 1 015    | 1 015,7  | 1 018    | 1 016,6 |
| Vento (direzione-m/s)            | N 3,3        | N 3,3        | N 3,4              | N 3,5       | N 3,3       | N 3,2       | N 3,1       | N 3,0       | N 3,1       | N 3,1       | N 3,4        | N 3,3        | 3,3      | 3,4      | 3,1      | 3,2      | 3,3     |

### Dati climatologici 1951-1980
In base alle medie climatiche del periodo 1951-1980, la temperatura media del mese più caldo, luglio, si attesta a +21,5 °C, mentre la temperatura media del mese più freddo, gennaio fa registrare il valore di +0,9 °C.
Nel trentennio esaminato, la temperatura massima più elevata di +36,0 °C risale al luglio 1964, mentre la temperatura minima più bassa di -17,8 °C fu registrata nel febbraio 1956 e nel gennaio 1960.
| Milano Malpensa (1951-1980) | Mesi         | Mesi         | Mesi               | Mesi        | Mesi        | Mesi        | Mesi        | Mesi        | Mesi        | Mesi        | Mesi         | Mesi         | Stagioni | Stagioni | Stagioni | Stagioni | Anno  |
| Milano Malpensa (1951-1980) | Gen          | Feb          | Mar                | Apr         | Mag         | Giu         | Lug         | Ago         | Set         | Ott         | Nov          | Dic          | Inv      | Pri      | Est      | Aut      | Anno  |
| --------------------------- | ------------ | ------------ | ------------------ | ----------- | ----------- | ----------- | ----------- | ----------- | ----------- | ----------- | ------------ | ------------ | -------- | -------- | -------- | -------- | ----- |
| T. max. media (°C)          | 5,7          | 8,2          | 12,5               | 17,0        | 21,3        | 25,1        | 28,0        | 26,9        | 23,4        | 17,6        | 11,0         | 6,7          | 6,9      | 16,9     | 26,7     | 17,3     | 17,0  |
| T. min. media (°C)          | −3,9         | −2,3         | 0,8                | 4,5         | 9,1         | 12,8        | 15,0        | 14,7        | 11,3        | 6,2         | 1,3          | −2,9         | −3,0     | 4,8      | 14,2     | 6,3      | 5,6   |
| T. max. assoluta (°C)       | 22,2 (1958)  | 20,2 (1967)  | 24,7 (1977)        | 28,0 (1975) | 32,0 (1953) | 34,3 (1965) | 36,0 (1964) | 35,8 (1974) | 32,3 (1965) | 27,0 (1956) | 22,8 (1964)  | 21,1 (1967)  | 22,2     | 32,0     | 36,0     | 32,3     | 36,0  |
| T. min. assoluta (°C)       | −17,8 (1960) | −17,8 (1956) | −12,2 (1970, 1971) | −6,1 (1970) | −5,2 (1979) | 0,6 (1974)  | 4,7 (1974)  | 3,0 (1956)  | 0,5 (1976)  | −6,2 (1957) | −10,8 (1977) | −15,2 (1973) | −17,8    | −12,2    | 0,6      | −10,8    | −17,8 |

## Valori estremi

### Temperature estreme dal 1951 ad oggi
Nella tabella sottostante sono riportati i valori delle temperature estreme mensili dal 1951 ad oggi, con il relativo anno in cui sono state registrate. Nel periodo esaminato, la temperatura minima assoluta ha toccato i -18,0 °C nel gennaio 1985, battendo il precedente record di -17,8 °C del febbraio 1956 (record mensile eguagliato il 6 febbraio 2012) e del gennaio 1960, mentre la temperatura massima assoluta ha raggiunto i +37,8 °C nel luglio 2022.
| Milano Malpensa (1951-2024) | Mesi         | Mesi               | Mesi         | Mesi        | Mesi        | Mesi        | Mesi        | Mesi        | Mesi              | Mesi        | Mesi         | Mesi         | Stagioni | Stagioni | Stagioni | Stagioni | Anno  |
| Milano Malpensa (1951-2024) | Gen          | Feb                | Mar          | Apr         | Mag         | Giu         | Lug         | Ago         | Set               | Ott         | Nov          | Dic          | Inv      | Pri      | Est      | Aut      | Anno  |
| --------------------------- | ------------ | ------------------ | ------------ | ----------- | ----------- | ----------- | ----------- | ----------- | ----------------- | ----------- | ------------ | ------------ | -------- | -------- | -------- | -------- | ----- |
| T. max. assoluta (°C)       | 23,1 (2007)  | 24,4 (1990)        | 28,8 (2005)  | 31,9 (2011) | 32,1 (2009) | 36,5 (2019) | 37,8 (2022) | 37,4 (2023) | 33,9 (1983, 1988) | 30,5 (1997) | 22,8 (1964)  | 21,1 (1967)  | 24,4     | 32,1     | 37,8     | 33,9     | 37,8  |
| T. min. assoluta (°C)       | −18,0 (1985) | −17,8 (1956, 2012) | −12,2 (1970) | −6,9 (2003) | −5,2 (1979) | 0,6 (1974)  | 4,7 (1974)  | 3,0 (1956)  | 0,5 (1976)        | −7,2 (1997) | −13,6 (1988) | −15,2 (1973) | −18,0    | −12,2    | 0,6      | −13,6    | −18,0 |